# ESTCube-1
ESTCube-1 är den första estniska satelliten. Den utvecklades som en del av det estniska Student-Satellite programmet. Den sköts upp den 7 maj 2013 ombord på en Vega bärraket. Student-Satellite är ett pedagogiskt projekt där universitets- och gymnasieelever kan delta. CubeSat-standard för nanosatelliter följdes under konstruktionen av ESTCube-1, vilket resulterat i en 10x10x11,35 cm kub, med en volym på 1 liter och en massa på 1,048 kg.
På grund av problem som uppstod under slutet av 2014 kunde satelliten inte längre inta en optimal vinkel i förhållande till Solen. Den 19 maj 2015 tog batterierna slut och man förlorade kontakten med satelliten.